# バンダイナムコクラフト
株式会社バンダイナムコクラフト（英: Bandai Namco Craft Inc.）は、主に玩具や食玩、電子ゲーム、文具、OEMビジネス製品などの企画や開発、製造を担う日本の企業。バンダイの完全子会社。
1994年4月1日にバンダイグループ（現：バンダイナムコグループ）の玩具加工担当部門の玩具の生産を行う企業株式会社シーズとして設立。2022年4月1日付で株式会社バンダイナムコクラフトに社名変更。

## 沿革
- 1994年4月 - 創業[2]。
- 1996年3月 - CD事業を開始[2]。
- 1997年3月 - ISO 9000認証登録[2]。
- 1999年4月 - エレクトロニクス部門を設置[2]。
- 2000年3月 - 金型部門を設置[2]。
- 2002年5月 - ISO9001-2000認証登録[2]。
- 2003年
  - 2月 - CD事業を譲渡[2]。
  - 3月 - 加工型企業から企画開発型企業に転換[2]。
- 2004年10月 - バンダイ相談センター業務を開始[2]。
- 2005年5月 - ISO9001-2000認証登録（2018年に自社適合を開始)[2]。
- 2006年2月 - ISO14001認証登録（2018年に自社適合を開始）[2]。
- 2007年
  - 3月 - ISO/IEC17025認定登録[2]。
  - 10月 - 医療機器メーカーとの取引を開始[2]。
- 2012年3月 - 東日本大震災の復興の一環とした巨大壁画をデザイナーや地元の学生らと協力し、工場の壁面に作成[2]。
- 2013年9月 - 国内製造ラインを新設[2]。
- 2014年
  - 8月 - 医療機器製造業（一般）許可を取得[2]。
  - 12月 - ISO 13485認証登録（2021年12月に業務内容が変更されたことにより認証終了）[2]。
- 2017年5月 - 本社を移転[2]。
- 2019年3月 - JIS Q 13485 認証登録（2021年12月に業務内容が変更されたことにより認証終了）[2]。
- 2022年4月 - 社名を株式会社シーズから株式会社バンダイナムコクラフトに変更[2]。